# 노라 말로우
노라 말로우(Nora Marlowe, 1915년 9월 5일 ~ 1977년 12월 31일)는 미국의 배우, 텔레비전 배우, 영화배우이다.

## 영화
- 미스터 리코 (1975년)
- 명탐정 바나비 존즈 (1973년)
- 이색지대 (1973년)
- 월튼네 사람들 (1972년)
- 닥터 게논 (1969년)
- 닥터 웰비 (1969년)
- 시카고 시카고 (1969년)
- 토마스 크라운 어페어 (1968년)
- 털보 가족 (1966년)
- FBI (1965년)
- 댓 퍼니 필링 (1965년)
- 도나 리드 쇼 (1958년)
- 러브 어페어 (1957년)
- 딜론 보안관 (1955년)
- 크라이 투마로우 (1955년)
- 디즈니랜드 (1954년) - 레이첼 하우웰 역